# Bilderbergconferentie 1986

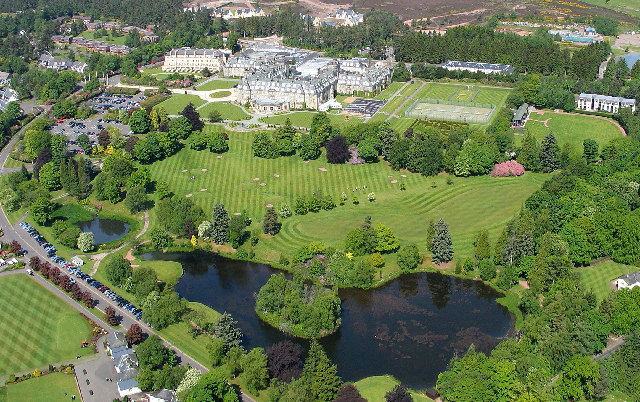
Gleneagles Hotel

De Bilderbergconferentie van 1986 werd gehouden van 25 t/m 27 april 1986 in het Gleneagles Hotel in Schotland. Vermeld zijn de officiële agenda indien bekend, alsmede namen van deelnemers indien bekend. Achter de naam van de opgenomen deelnemers staat de hoofdfunctie die ze op het moment van uitnodiging uitoefenden.

## Agenda
- The Soviet Union under Gorbachev: foreign policy implications (De Sovjet-Unie onder Gorbatsjov: Implicaties van het buitenlandbeleid))
- The Western global response to the Soviet challenge (De Westerse algemene reactie op de Sovjet uitdaging)
- The fragmentation of the world economy: debt, currency disorder, protectionism, uneven growth (De fragmentatie van de wereldeconomie: schulden, valuta-wanorde, protectionisme, ongelijke groei)
- Current events: terrorism (Actuele gebeurtenissen: terrorisme)
- South Africa

## Deelnemers
- Nederland - Koningin Beatrix, staatshoofd der Nederlanden
- Nederland - Hans van den Broek EU-commissaris Europese Unie

1954 ·
1955 (1) ·
1955 (2) ·
1956 ·
1957 (1) ·
1957 (2) ·
1958 ·
1959 ·
1960 ·
1961 ·
1962 ·
1963 ·
1964 ·
1965 ·
1966 ·
1967 ·
1968 ·
1969 ·
1970 ·
1971 ·
1972 ·
1973 ·
1974 ·
1975 ·
(1976) ·
1977 ·
1978 ·
1979 ·
1980 ·
1981 ·
1982 ·
1983 ·
1984 ·
1985 ·
1986 ·
1987 ·
1988 ·
1989 ·
1990 ·
1991 ·
1992 ·
1993 ·
1994 ·
1995 ·
1996 ·
1997 ·
1998 ·
1999 ·
2000 ·
2001 ·
2002 ·
2003 ·
2004 ·
2005 ·
2006 ·
2007 ·
2008 ·
2009 ·
2010 ·
2011 ·
2012 ·
2013 ·
2014 ·
2015 ·
2016 ·
2017 ·
2018 ·
2019 ·
2020 ·
2021 ·
2022 ·
2023